# Bagan Nibung
Bagan Nibung is een bestuurslaag in het regentschap Rokan Hilir van de provincie Riau, Indonesië. Bagan Nibung telt 4631 inwoners (volkstelling 2010).